# Río Selemdja
El río Selemdzhá (también transliterado como Selemdja) (en ruso: Селемджа́) es un río asiático que discurre por la parte oriental de la Siberia rusa, el principal afluente del río Zeya, a su vez afluente del río Amur. Tiene una longitud de 647 km, un caudal medio de 715 m3/s y drena una cuenca de 68.600 km² (mayor que países como Lituania, Letonia o Sri Lanka).
Administrativamente, el río discurre íntegramente por el óblast de Amur de la Federación de Rusia.

## Geografía
El río nace en el límite entre el óblast de Amur y el krai de Jabárovsk, no lejos del nacimiento del río Uda, un río que se encamina directamente hacia el este y vierte en la bahía del Uda, en la cercana costa del mar de Ojotsk. El Selemdzha se adentra sin embargo en el continente, en dirección noroeste, y pronto llega a la pequeña localidad homónima de Selemdzha, donde vira hacia el suroeste. Pasa por los pequeños asentamientos de Ekimchan, Kitaiskii, Sloiba y Selemdzhisk. Cruza la línea del ferrocarril Baikal Amur, justo al oeste de Fevralsk y continua por Krestiki, Bissa, Kuravinskoie y Mitroshenskoie. Después recibe, por la derecha y llegando del norte al río Burunda. Sigue aguas abajo, algo más suroeste, pasando por Otradnoie y llega a Ust-Norsk (en ruso, boca del Norsk) donde recibe por la izquierda al río Norsk. Continua por Ulandochka, Novorossika y Medvedka, donde recibe por la izquierda al río Orlovska. Pasa luego por Abaikan y Ust-Ul'ma, donde recibe a otro de sus afluentes, por la izquierda, el río Ul'ma. Ya en su tramo final, el río se convierte cada vez más en un río de llanura, describiendo amplios y cambiantes meandros, con islas y varios brazos. Llega a Kozlovska, Konstantinovska, Putatino y desagua finalmente, por la izquierda, en el río Zeya cerca de la localidad de Novo Ribatskoie.
El río permanece congelado desde principios de noviembre hasta principios de mayo. Es navegable un tramo de 325 km desde su confluencia con el Zeya. 
Sus principales afluentes son, por la margen derecha, el río Nora (Нора, con una longitud de 305 km y una cuenca de 16 700 km²) y, por la izquierda, el río Ul'ma (Ульма).